# David triomphant
David triomphant est le second volet des Tragédies saintes de Louis Des Masures (Genève, François Perrin, 1566). La pièce, qui suit David combattant, est consacrée à la figure biblique de David.

## Personnages
DAVID ; ELIAB ; ABINABAD et SAMMA frères de David ; SAUL, roi d’Israël ; ABNER, chef de l’armée ; ACHINOAM, reine; JOANATHAN et ABINABA, fils du roi ; MELCHISUA ; MEROB et MICHOL, filles du roi ; DOEG ; ADRIEL ; PHALTIEL ; TROUPE; DEMI-TROUPE de dames d’Israël; SATAN

## Résumé
- Le Prologue indique que les spectateurs verront David et Jonathan,  puis l’entourage de Saül qui revient de la guerre. Ils vont arriver à Gabaa.

## Editions
- Louis Des Masures, Tragédies saintes: David combattant, David triomphant; David fugitif, édition de Charles Comte, Genève, Droz, 1932.
- La Tragédie à l'époque de Henri II el de Charles IX, éd. M. Dassonville, Paris, P.U.F. et Florence, Olschki-Puf, 1989, première série, vol. 2 du Théâtre français de la Renaissance.